# Red Bull RB3
A Red Bull RB3 egy Formula–1-es versenyautó, melyet a Red Bull Racing versenyeztetett a 2007-es Formula–1 világbajnokság során. Pilótái Mark Webber és David Coulthard voltak.

## Áttekintés
Ez volt a csapat első autója, amelyet Adrian Newey tervezett, és az első, amely Renault-motorokat használt - a Williams FW19 versenyzése, azaz tíz év után az első olyan Renault-motoros autóként, amelynek nem Enstone-ban volt a székhelye.
Bemutatkozása nem volt zökkenőmentes, mégpedig a Toro Rosso csapat miatt. Ugyanis mind a Williams, mind a Spyker csapatok azt állították, hogy az RB3-as és a Toro Rosso STR2-es ugyanaz az autó, ami a szabályok szerint tiltott volt. Az igaz volt, hogy mindkét autót a Red Bull Technology tervezte, csakhogy ez azt is jelentette, hogy egyik csapat sem saját maga tervezte az autót, ami így nem volt szabálytalan, és ezt később az FIA is legálisnak minősítette.
Az autó jónak volt mondható, képes volt a rendszeres pontszerzésre, és főként Webber által a jó időmérős eredményekre. A kasztni hasonlított Newey korábbi alkotására, a McLaren MP4-20-as autóra, abban is, hogy mechanikus és megbízhatósági problémák merültek fel. Néha olyan banális hibák, mint rosszul működő fékpedálok, vagy az üzemanyagátfolyó rendszer hibái. A legnagyobb gond az új sebességváltóval volt, amely több kiesést is eredményezett. A rendszeres meghibásodások miatt a szezon közepétől azok szisztematikus kijavítására koncentrálták az erőforrásokat.
AZ idény legjobb eredményét Webber érte el, aki dobogóra állhatott az európai nagydíjon, aki ezt leszámítva még kétszer szerzett pontot. Coulthardnak ez ötször sikerült, köztük pedig egy negyedik hely is volt Japánban. Ugyanezen a futamon Webber akár második is lehetett volna, ám a toro rossós Sebastian Vettel belerohant a biztonsági autós fázis alatt.
A brit nagydíjon különleges, "Wings of Life" festéssel indultak: több mint harmincezer jótékonykodó rajongójuk arcképe kerülhetett fel az autóra.

## Eredmények
(Táblázat értelmezése)

(Félkövér: pole-pozícióból indult; dőlt: leggyorsabb kört futott) 

| Év   | Csapat          | Motor        | Gumik | Pilóták         | 1   | 2   | 3   | 4   | 5   | 6   | 7   | 8   | 9   | 10  | 11  | 12  | 13  | 14  | 15  | 16  | 17  | Pontok | Helyezés |
| ---- | --------------- | ------------ | ----- | --------------- | --- | --- | --- | --- | --- | --- | --- | --- | --- | --- | --- | --- | --- | --- | --- | --- | --- | ------ | -------- |
| 2007 | Red Bull Racing | Renault RS27 | B     |                 | AUS | MAL | BHR | ESP | MON | CAN | USA | FRA | GBR | EUR | HUN | TUR | ITA | BEL | JPN | CHN | BRA | 24     | 5.       |
| 2007 | Red Bull Racing | Renault RS27 | B     | David Coulthard | KI  | KI  | KI  | 5   | 14  | KI  | KI  | 13  | 11  | 5   | 11  | 10  | KI  | KI  | 4   | 8   | 9   | 24     | 5.       |
| 2007 | Red Bull Racing | Renault RS27 | B     | Mark Webber     | 13  | 10  | KI  | KI  | KI  | 9   | 7   | 12  | KI  | 3   | 9   | KI  | 9   | 7   | KI  | 10  | KI  | 24     | 5.       |

## Külső hivatkozások
1. ↑  F1 - The Official Home of Formula 1® Racing (angol nyelven). Formula 1® - The Official F1® Website. (Hozzáférés: 2024. augusztus 7.)
2. ↑  The Official Formula 1 Website. web.archive.org, 2007. július 5. [2007. július 5-i dátummal az eredetiből archiválva]. (Hozzáférés: 2024. augusztus 7.)